# Viktor Schroeder (Mäzen)
Viktor Schroeder (* 22. April 1922; † 14. September 2011) war ein Mäzen und Papierfabrikant in Birkesdorf, einem Stadtteil von Düren in Nordrhein-Westfalen.
Schroeder war Gründer und Inhaber der mittelständischen Firma Roteck, die Hersteller von Papierwaren wie Schulheften, Blocks etc. war. 1985 übernahm Roteck die Firma Kreuzer Produktion & Vertrieb, einen Hersteller von Schreibwaren. Schroeder siedelte seine Firma von Birkesdorf nach Huchem-Stammeln um. Er verkaufte 1987 seine Firma an die Pelikan AG. Das Logistikzentrum der Firma Pelikan schloss 2010 und siedelte nach Berlin um.
Schroeder gründete die Sophien-Stiftung, die ausschließlich gemeinnützigen und mildtätigen Zwecken dient. Sie errichtete die Wohnanlage Sophienhof, der ein Dienstleistungszentrum angeschlossen ist. Sie besteht aus 88 Wohnheim- und Pflegeplätzen sowie nach Erweiterung im Jahre 2006 insgesamt 114 Seniorenwohnungen, Schroeder und seine Frau zogen 2005 dort selbst ein.
Viktor Schroeder wurde für sein herausragendes soziales Engagement mit dem Bundesverdienstkreuz 1. Klasse ausgezeichnet. Er wurde zum Ehrenbürger der Gemeinde Niederzier ernannt. Nach ihm wurde sowohl in Niederzier als auch in Düren-Birkesdorf die Viktor-Schroeder-Straße benannt.